# Kałęczyn (powiat szczycieński)
Kałęczyn (dawniej Kallenczin) – wieś w Polsce położona w województwie warmińsko-mazurskim, w powiecie szczycieńskim, w gminie Dźwierzuty, na północ od Jeziora Rańskiego i na zachód od jeziora Babięty Wielkie. W latach 1975–1998 miejscowość administracyjnie należała do województwa olsztyńskiego.
Dawna wieś folwarczna, stanowiąca część dóbr rańskich, później należała do majątku ziemskiego w Zalesiu. We wsi zachował się budynek dawnej gospody (obecnie mieści się tu sklep) oraz budynek szkoły, wybudowanej w latach 1926–1927. W 1938 r. w ramach akcji germanizacyjnej zmieniono urzędowa nazwę wsi na Kallenau.